# Sabine Haag

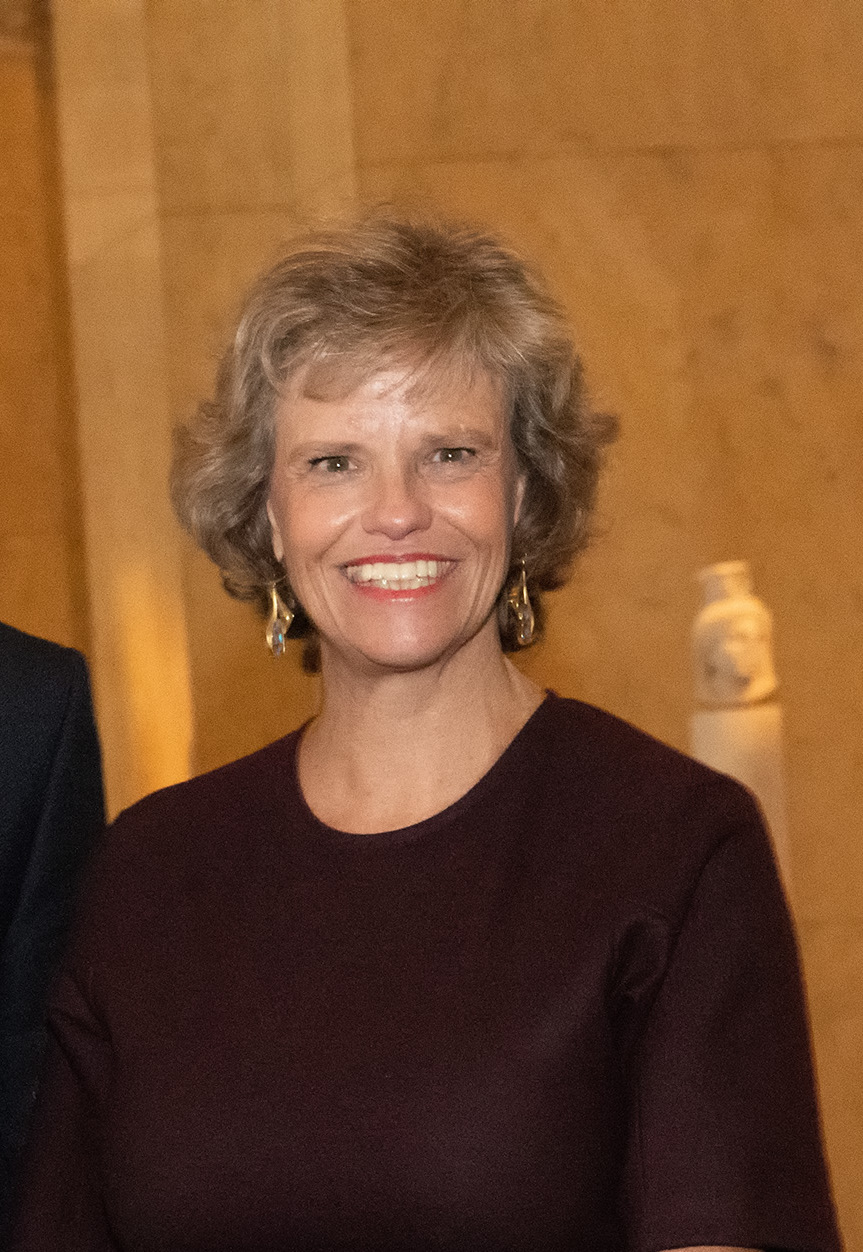
Sabine Haag (2018)

Sabine Haag (* 28. Februar 1962 in Bregenz) ist eine österreichische Kunsthistorikerin. Von 2009 bis 2024 war sie Generaldirektorin des Kunsthistorischen Museums Wien.

## Leben
Sabine Haag studierte von 1981 bis 1989 Anglistik, Amerikanistik und Kunstgeschichte in Innsbruck und Wien. 1990 begann sie ihre Tätigkeit als Kuratorin in der Kunstkammer des Kunsthistorischen Museums in Wien. 1995 wurde sie mit der Arbeit „Zur Elfenbeinskulptur des 17. Jahrhunderts. Vorarbeiten für einen systematischen Katalog der Elfenbeinarbeiten des Kunsthistorischen Museums Wien“ promoviert. Außerdem war sie Kuratorin mehrerer Ausstellungen und 2006 an der Untersuchung und Restaurierung der Saliera beteiligt. Spezialgebiet ihrer kunsthistorischen Arbeit sind Kunstwerke aus Bernstein und Elfenbein. Außerdem ist sie Autorin und Herausgeberin mehrerer Schriften über die Sammlungsgeschichte der Kunstkammer Wien sowie bedeutende Exponate des Museums.
Am 1. Dezember 2007 wurde sie zur Direktorin der Kunstkammer sowie der Weltlichen und Alten Geistlichen Schatzkammer berufen und leitete deren Neugestaltung. Seit dem 1. Januar 2009 ist sie Generaldirektorin des Kunsthistorischen Museums in Wien und damit Nachfolgerin von Wilfried Seipel. Als wissenschaftlicher Geschäftsführerin steht ihr mit Paul Frey ein kaufmännischer Geschäftsführer zur Seite.
Im Sommer 2017 wurde die Entscheidung von Kanzleramtsminister Thomas Drozda bekannt, Eike Schmidt als Nachfolger Sabine Haags zu berufen. Schmidt sagte aber einen Monat vor dem Amtsantritt, der zum 1. November 2019 vorgesehen war, ab. Haag wurde daraufhin von Minister Alexander Schallenberg gebeten, das KHM interimistisch weiterzuführen. Im Dezember 2019 wurde sie vom Kulturminister mit Wirkung vom 1. Januar 2020 wieder zur definitiven Generaldirektorin des Kunsthistorischen Museums bestellt. Im Februar 2023 wurde bekannt, dass sie ihre Amtszeit als Generaldirektorin des KHM mit 31. Dezember 2024 beenden werde. Am 29. Juni 2023 wurde Jonathan Fine von Kulturstaatssekretärin Andrea Mayer als ihr Nachfolger ab dem 1. Jänner 2025 vorgestellt.
Ende 2017 wurde Sabine Haag auch zur Präsidentin der österreichischen UNESCO-Kommission ab Februar 2018 bestellt.

## Veröffentlichungen (Auswahl)
- mit Elke Oberthaler und Sabine Pénot (Hrsg.): Vermeer – Die Malkunst. Spurensicherung an einem Meisterwerk. (= Vermeer, the art of painting.) Residenz-Verlag, St. Pölten u. a. 2010, ISBN 978-3-7017-3187-9.
- als Mitherausgeber: Dürer – Cranach – Holbein. Die Entdeckung des Menschen. Das deutsche Porträt um 1500. Hirmer, München 2011, ISBN 978-3-7774-3701-9.
- als Hrsg.: Daniel Uchtmann: Blumenpracht in der Kunst. 38 Werke aus dem Kunsthistorischen Museum in Wien. Brandstätter, Wien 2011, ISBN 978-3-85033-550-8 (In englischer Sprache als: Floral splendour in the arts. Thirty-eight works from the Kunsthistorisches Museum in Vienna. ebenda 2011, ISBN 978-3-85033-579-9).
- als Hrsg.: Schaurig schön. Ungeheuerliches in der Kunst (= Intermezzo. Nr. 03). Brandstätter u. a., Wien 2011, ISBN 978-3-85033-544-7.
- mit Franz Kirchweger (Hrsg.): Die Kunstkammer. Die Schätze der Habsburger. Brandstätter, Wien 2012, ISBN 978-3-85033-661-1.
- mit Ronald de Leeuw und Christoph Becker (Hrsg.): Wintermärchen. Winterdarstellungen in der europäischen Kunst von Bruegel bis Beuys. DuMont, Köln 2011, ISBN 978-3-8321-9393-5.
- mit Guido Messling: Der Meister von Heiligenkreuz: ein Franzose in Wien um 1400? Kunsthistorisches Museum, Wien 2019, ISBN 978-3-99020-186-2.